# Équipe de France de basket-ball en 1926
L'Équipe de France de basket-ball en 1926.

## Les matches
| Date         | Lieu  | Adversaire | Score   | Compétition | Meilleurs marqueurs (France) |
| 4 avril 1926 | Milan | Italie     | D 24-20 | A           | -                            |

D : défaite, V : victoire
A : Amical

## L'équipe
- Sélectionneur :
- Assistants :

| Poste | Joueur            | Nombre matchs | Nombre points | Club(s) 1926    |
| -     | Georges Beaufume  | 1             | -             | AS Bon Conseil  |
| -     | Jules Delannoy    | 1             | -             | SC Tourquennois |
| -     | Marcel Lafontaine | 1             | -             | Stade français  |
| -     | Remus             | 1             |               | AS Montferrand  |
| -     | Marius Thomas     | 1             | -             | F Romilly       |

## Sources et références
- CD-rom : 1926-2003 Tous les matchs des équipes de France édité par la FFBB.